# Hubble Extreme Deep Field

Het Hubble Extreme Deep Field

Het Hubble Extreme Deep Field (XDF) is een opname van een klein deel van de hemel in het sterrenbeeld Oven gemaakt door de Hubble Space Telescope. Deze opname is de diepste (langdurigste, gevoeligste, en ziet daardoor het verste) die ooit van een stukje hemel gemaakt is. De afbeelding is samengesteld over een periode van tien jaar en toont sterrenstelsels tot 13,2 miljard jaar geleden. In totaal werd er twee miljoen seconden (ongeveer 23 dagen) belicht om tot het Hubble Extreme Deep Field te komen. De afbeelding meet 2,38 × 2,08 boogminuut en omvat het midden van de tot nog toe diepste foto van Hubble, het Hubble Ultra Deep Field. Aan deze foto worden door het XDF 5.500 nieuwe sterrenstelsels toegevoegd.
Het centrum van het veld bevindt zich bij rechte klimming 3h 32m 38,84s en declinatie −27° 47' 30,11″.
Noord is linksboven op de foto (positiehoek 51,2 graden).